# ナイジェル・ブルース
ウィリアム・ナイジェル・アーンル・ブルース（William Nigel Ernle Bruce、1895年2月4日 - 1953年10月8日）はイギリスの俳優。舞台や映画で活躍した性格俳優である。ベイジル・ラスボーンがシャーロック・ホームズを演じた映画シリーズやラジオドラマシリーズでのワトソン医師役で知られている他、アルフレッド・ヒッチコック監督の『レベッカ』や『断崖』にも出演している。

## 略歴
第10代準男爵、サー・ウィリアム・ウォーラー・ブルース（Sir William Waller Bruce、1856年 - 1912年）とその妻アンジェリカ（Angelica、? - 1917年）の次男。母アンジェリカはジョージ・セルビー（George Selby）将軍の娘。両親が休暇を過ごしていたメキシコのバハ・カリフォルニア州エンセナーダで生まれる。スティーブニッジやオックスフォードシャーで教育を受けた後、1914年に士官として第一次世界大戦に従軍するが、カンブレーの戦いで左足に11発の銃弾を受けるという大怪我を負い、その後の戦争中のほとんどを車椅子で過ごすことになる。
1920年5月20日にロンドンで初舞台を踏み、フットマン（召使）を演じる。同年10月にカナダに渡り、舞台『Eliza Comes』にモンタギュー・ジョーダン役で出演した後にイングランドに戻り、同じ作品の同じ役で旅巡業に加わる。以降はコンスタントに舞台に出演し、8年後にはサイレント映画にも出演するようになる。1934年にはハリウッドに渡り、その後、ビバリーヒルズに居を構える。
おどけた（buffoonish）ボケた（fuzzy-minded）紳士を演じることが多い。生涯で78本の映画作品に出演し、代表作には『宝島』や『進め龍騎兵』『レベッカ』『断崖』がある。
他にも2本の記念碑的な作品に出演しており、『虚栄の市』（1935年）はテクニカラーを使った初めての総天然色長編映画であり、また『ブワナの悪魔』（1952年）は初の3D映画である。また、珍しく悪役を演じた『雨ぞ降る』（1939年）は特殊効果でオスカーを受賞した初めての映画である。

## ワトソン役として
最も有名な役は、親友であるベイジル・ラスボーンがシャーロック・ホームズを演じ、1939年から1946年まで続いた映画シリーズでのワトソン医師役である。同映画シリーズの14作品、同じ配役のラジオドラマシリーズの200作品以上に出演している。ラスボーンよりも年上に見られることが多いが、実際にはラスボーンよりも3歳年下である。
「ワトソン医師と言えばナイジェル・ブルース」と言われるほどの強い印象を残しているが、ホームズの熱心なファンは、原作での知的で有能な（傑出した探偵というわけではないが）ワトソンと異なり、ボケていてドジばかりしている人物として描かれていることに異議を唱えている（この描写によって「Boobus Britannicus（おバカさんなブリタンニクス）」というニックネームが付けられた）。ローレン・D・エスルマンはブルースについて次のように書いている。

また、次のようなクレリヒュー（人物四行詩）がある。
その一方で、ラスボーンはブルースの演技を高く評価しており、ワトソンは映画の最も愛すべきキャラクターの1人であるとしている。ラスボーンとブルースのコンビによる映画シリーズは、1946年にプロデューサーで監督のロイ・ウィリアム・ニールが亡くなったことで終了する。それ以降、特に1970年代以降は、アーサー・コナン・ドイルの「シャーロック・ホームズ」シリーズの映像化をはじめとする主要な翻案作品のほとんどで、一般的に固定したイメージに意識的に反する形で、ワトソンを原作に忠実に有能で実行力のある人物として描いている。

## エピソード

### 家族
1921年にイギリスの女優ヴァイオレット・キャンベル（Violet Campbell、旧名：ヴァイオレット・ポーリーン・シェルトン、Violet Pauline Shelton、1892年 - 1970年）と結婚し、最期まで添い遂げた。彼女のことは常に愛情を込めて「バニー（Bunny、ウサちゃん）」と呼んでいた。2人にはジェニファーとポーリーンという娘がいる。ポーリーンは1946年にイギリスのエース・パイロットであるジェフリー・ペイジと結婚している。

### 晩年
友人からは「ウィリー（Willie）」と呼ばれ、ロサンゼルスのイギリス人映画集団の主要メンバーだった。また、（主にイギリス人からなる）ハリウッド・クリケットクラブのキャプテンでもあった。アメリカ合衆国で長く暮らしていたにもかかわらず、同年代の仲間たちと異なり、イギリス国籍を捨てることはなく、亡くなるまでロンドンの紳士クラブに籍を置いていた。最後の映画は、亡くなった翌年1954年に公開された『World for Ransom』。

### 死
1953年にカリフォルニア州サンタモニカで心筋梗塞により58歳で亡くなる。遺体は火葬され、遺灰はロサンゼルスにあるパインズ火葬場の礼拝所の地下墓所に保管されている。
『Games, Gossip and Greasepaint（ゲーム、ゴシップそしてドーラン）』のタイトルで自伝を執筆したが出版されることはなかった。しかし、抜粋が『Sherlock Holmes Journal』に掲載され、許可を得た上でオンライン上に投稿されている。

## 出演映画
| 年   | 邦題 原題                                                                | 役名                                  |
| ---- | ------------------------------------------------------------------------ | ------------------------------------- |
| 1929 | Red Aces                                                                 | Kinsfeather, T.B.                     |
| 1930 | The Squeaker                                                             | Collie                                |
| 1930 | Escape                                                                   | Constable                             |
| 1930 | Birds of Prey                                                            | Manager                               |
| 1931 | The Calendar                                                             | Lord Willie Panniford                 |
| 1932 | The Midshipmaid                                                          | Major Spink                           |
| 1932 | Lord Camber's Ladies                                                     | Lord Camber                           |
| 1933 | 空襲と毒瓦欺 I Was a Spy                                                 | Scottie                               |
| 1933 | 着かない港 Channel Crossing                                              | Nigel Guthrie                         |
| 1934 | Coming-Out Party                                                         | Troon, the Butler                     |
| 1934 | 歓呼の嵐 Stand Up and Cheer!                                             | Eustis Dinwiddle                      |
| 1934 | Murder in Trinidad                                                       | Bertram Lynch                         |
| 1934 | 宝島 Treasure Island                                                     | Squire Trelawney                      |
| 1934 | The Lady Is Willing                                                      | Welton                                |
| 1934 | Springtime for Henry                                                     | Johnny Jewlliwell                     |
| 1934 | 紅はこべ The Scarlet Pimpernel                                           | 英国皇太子（後のジョージ4世）         |
| 1935 | 虚栄の市 Becky Sharp                                                     | ジョセフ・セドリー                    |
| 1935 | 洞窟の女王 She                                                           | Horace Holly                          |
| 1935 | 雁（かりがね） Jalna                                                     | Maurice Vaughn                        |
| 1935 | モンテカルロの銀行破り The Man Who Broke the Bank at Monte Carlo         | Ivan                                  |
| 1936 | 丘の一本松 The Trail of the Lonesome Pine                                | Thurber                               |
| 1936 | 二国旗の下に Under Two Flags                                             | Capt. Menzies                         |
| 1936 | 白衣の天使 The White Angel                                               | Dr. West                              |
| 1936 | Follow Your Heart                                                        | Henri Forrester                       |
| 1936 | 進め龍騎兵 The Charge of the Light Brigade                               | Sir Benjamin Warrenton                |
| 1936 | 結婚劇場 The Man I Marry                                                 | Robert Hartley                        |
| 1937 | 都会の雷鳴 Thunder in the City                                           | Duke Of Glenavon                      |
| 1937 | 真珠と未亡人 The Last of Mrs. Cheyney                                    | Lord Willie Winton                    |
| 1938 | The Baroness and the Butler                                              | Major Andros                          |
| 1938 | 魔城脱走記 Kidnapped                                                     | Neil MacDonald                        |
| 1938 | スエズ Suez                                                              | Sir Malcolm Cameron                   |
| 1939 | バスカヴィル家の犬 The Hound of the Baskervilles                         | ジョン・H・ワトソン医師               |
| 1939 | シャーロック・ホームズの冒険 The Adventures of Sherlock Holmes           | ジョン・H・ワトスン医師               |
| 1939 | 雨ぞ降る The Rains Came                                                  | アルバート・エスケス                  |
| 1940 | 青い鳥 The Blue Bird                                                     | 贅沢氏                                |
| 1940 | ダイヤの冒険 Adventure in Diamonds                                       | Col. J.W. Lansfield                   |
| 1940 | レベッカ Rebecca                                                         | ジャイルズ・レイシー少佐              |
| 1940 | Lillian Russell                                                          | ウィリアム・S・ギルバート             |
| 1940 | Susan and God                                                            | Hutchins Stubbs                       |
| 1940 | ロイター特派員 A Dispatch from Reuter's                                  | Sir Randolph Persham                  |
| 1941 | Hudson's Bay                                                             | Prince Rupert                         |
| 1941 | プレイ・ガール Play Girl                                                 | William McDonald Vincent              |
| 1941 | Free and Easy                                                            | Florian Clemington                    |
| 1941 | This Woman Is Mine                                                       | Duncan MacDougall                     |
| 1941 | The Chocolate Soldier                                                    | Bernard Fischer, Critic               |
| 1941 | 断崖 Suspicion                                                           | ビーキー                              |
| 1942 | Roxie Hart                                                               | E. Clay Benham                        |
| 1942 | 純愛の誓い This Above All                                                | Ramsbottom                            |
| 1942 | 荒鷲戦隊 Eagle Squadron                                                  | McKinnon                              |
| 1942 | シャーロック・ホームズと恐怖の声 Sherlock Holmes and the Voice of Terror | ジョン・H・ワトスン医師               |
| 1942 | マーガレットの旅 Journey for Margaret                                    | Herbert V. Allison                    |
| 1943 | Sherlock Holmes and the Secret Weapon                                    | ジョン・H・ワトスン医師               |
| 1943 | Forever and a Day                                                        | Maj. Garrow                           |
| 1943 | Sherlock Holmes in Washington                                            | ジョン・H・ワトスン医師               |
| 1943 | Sherlock Holmes Faces Death                                              | ジョン・H・ワトスン医師               |
| 1943 | 名犬ラッシー 家路 Lassie Come Home                                       | Duke of Rudling                       |
| 1943 | Crazy House                                                              | ジョン・H・ワトスン医師（カメオ出演） |
| 1944 | The Spider Woman                                                         | ジョン・H・ワトスン医師               |
| 1944 | The Scarlet Claw                                                         | ジョン・H・ワトスン医師               |
| 1944 | The Pearl of Death                                                       | ジョン・H・ワトスン医師               |
| 1944 | Gypsy Wildcat                                                            | High Sheriff                          |
| 1944 | 情炎の海 Frenchman's Creek                                               | Lord Godolphin                        |
| 1945 | Sherlock Holmes and the House of Fear                                    | ジョン・H・ワトスン医師               |
| 1945 | 小麦は緑 The Corn Is Green                                               | The Squire                            |
| 1945 | 名犬ラッシー/ラッシーの息子 Son of Lassie                                | Duke of Radling                       |
| 1945 | シャーロック・ホームズ 緑の女 The Woman in Green                         | ジョン・H・ワトスン医師               |
| 1945 | Pursuit to Algiers                                                       | ジョン・H・ワトスン医師               |
| 1946 | シャーロック・ホームズ 闇夜の恐怖 Terror by Night                        | ジョン・H・ワトスン医師               |
| 1946 | シャーロック・ホームズの殺しのドレス Dressed to Kill                     | ジョン・H・ワトスン医師               |
| 1947 | 第二の妻 The Two Mrs. Carrolls                                           | Dr. Tuttle                            |
| 1947 | 風雲児 The Exile                                                         | Sir Edward Hyde                       |
| 1948 | 奥様武勇伝 Julia Misbehaves                                              | Col. Bruce "Bunny" Willowbrook        |
| 1950 | Vendetta                                                                 | Sir Thomas Nevil                      |
| 1952 | 楽園の死闘 Hong Kong                                                     | Mr. Lighton                           |
| 1952 | ライムライト Limelight                                                   | ポスタント（興行主）                  |
| 1952 | ブワナの悪魔 Bwana Devil                                                 | Dr. Angus McLean                      |
| 1954 | World for Ransom                                                         | Governor Sir Charles Coutts           |